# Wǔ (伍)
Wǔ (伍) is een Chinese familienaam. In Hongkong wordt deze naam door HK-romanisatie geromaniseerd als Ng. Wǔ (伍) staat op de 89e plaats in de Baijiaxing. De letterlijke betekenis van deze naam is het cijfer vijf en komt niet vaak voor in China en Taiwan. In China komt het vooral voor in de provincies Guangdong, Hubei, Hunan en Gansu. 0,11% van de bevolking in Volksrepubliek China heeft deze naam.
Deze familienaam is ontstaan uit de Chinese familienaam Mǐ (芈) en men moet deze naam niet verwarren met de naam Wǔ (武) die anders geschreven wordt in hanzi.
- Vietnamees: Ngű

## Bekende personen met de naam 伍
- 伍连德 - Wu Lien-teh
- Wu, Melissa
- 伍家球 - Wu, William F.
- 伍子胥 - Wu Zixu
- 伍樂城 - Ronald Ng Lok-Shing
- Christine Ng Wing-Mei
- Adrienne Clarkson
- Jeroen Woe[1]